# Vojtěch Polák (2004)
Vojtěch Polák (* 20. července 2004 Nymburk) je český lední hokejista hrající na postu útočníka.

## Život
S hokejem začínal ve svém rodném městě, v tamním klubu NED. Mládežnická léta strávil v Liberci mezi Bílými Tygry. Před sezónou 2019/2020 se přesunul blíže rodišti a začal hrát za přípravku mladoboleslavského Bruslařského klubu. Mezi muži prvně nastoupil v sezóně 2020/2021, během níž nastoupil ke dvěma zápasům. Další ročník (2021/2022) nastupoval za mladoboleslavskou juniorku, ale dostal se rovněž do výběru reprezentace České republiky do 18 let, za níž si zahrál i na mistrovství světa této věkové kategorie. I během sezóny 2022/2023 hrál především za juniory Mladé Boleslavi, ale na sedm zápasů vypomáhal rovněž mužům z Marimexu Kolín. Dle Václava Pletky, trenéra mladoboleslavských juniorů, patřil Polák v sezóně k tahounům mužstva a i jeho zásluhou tým nakonec vybojoval bronzové medaile za třetí místo v juniorské soutěži. Pro ročník 2023/2024 se stal součástí výběru mužů pražské Slavie.